# Elektrodepas-2
Elektrodepas-2 – przystanek kolejowy w dzielnicy Nowa Wilejka, w Wilnie, na Litwie. Leży na linii Wilno - Mińsk, na terenie historycznej miejscowości Wierzby Polskie.